# Ocimum basilicum
Ocimum basilicum es una hierba aromática anual de la familia de las lamiáceas nativa de las regiones tropicales de África Central y el sudeste asiático, que se cultiva desde hace milenios. Es una planta tierna y se utiliza en cocinas de todo el mundo. Hay muchas variedades de Ocimum basilicum, así como varias especies relacionadas. El tipo que se usa comúnmente para dar sabor se llama popularmente hierba real, albahaca, basílico o alhábega, a diferencia de la variedad tailandesa (Ocimum basilicum var. thyrsiflora), Ocimum × citriodorum y el tulsí. Las variedades más comunes de Ocimum basilicum son cultivos anuales, pero algunas son perennes en climas cálidos y tropicales, como algunos híbridos.

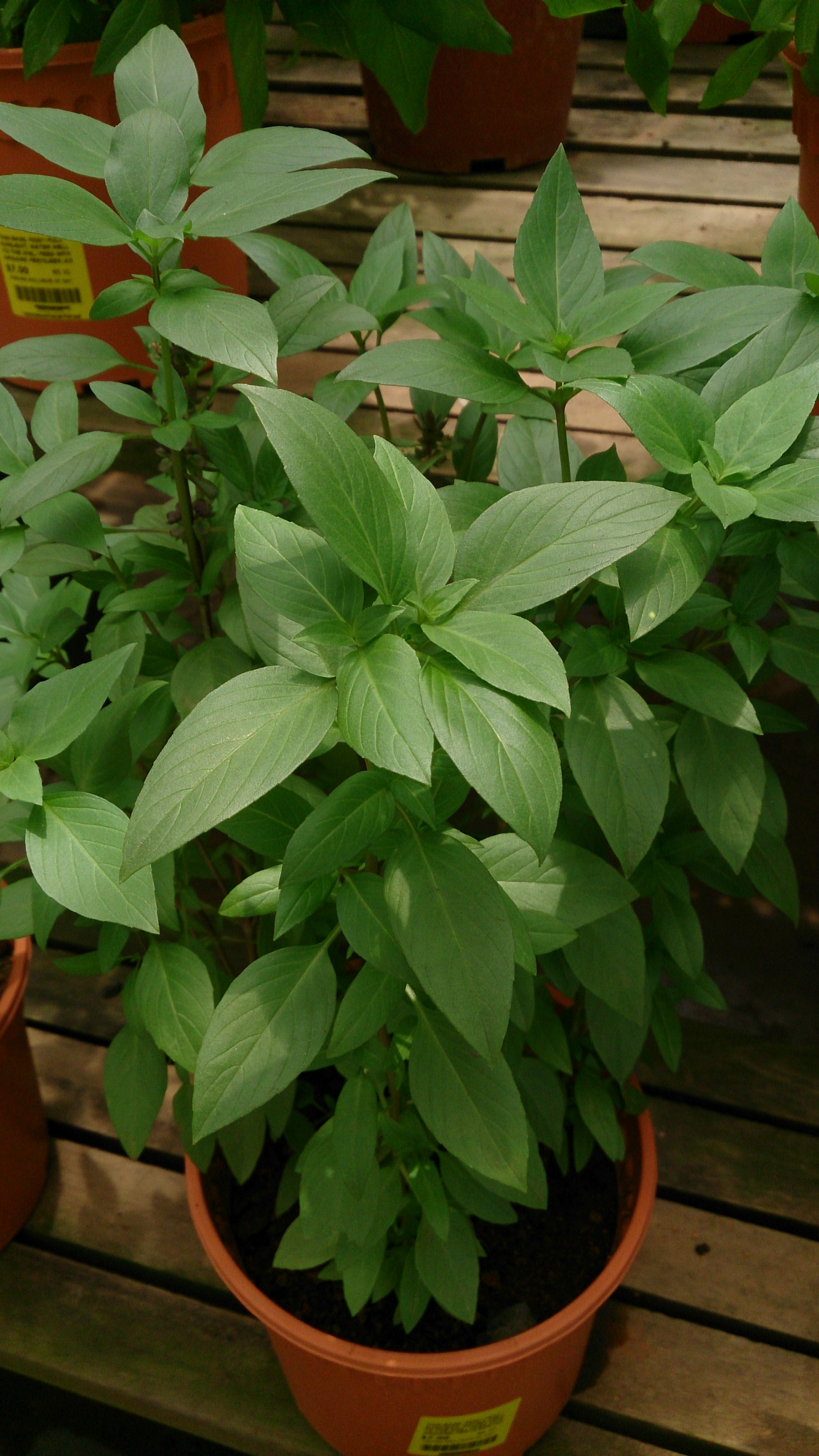
Ocimum basilicum var. 'Horapha'

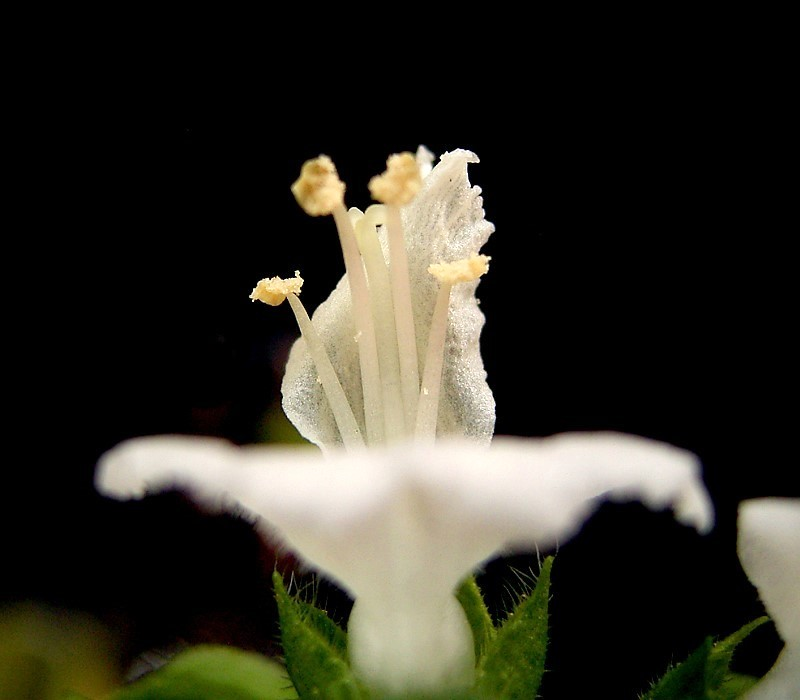
Detalle de la flor

## Etimología
El nombre del género Ocimum proviene de la palabra griega ókimon, que significa labio perfumado u oloroso, por  el olor de sus hojas. El epíteto basilicum procede del griego basilikon o basiléus  que significa real o regio. En cuanto al arabismo albahaca o albaca proviene de la palabra (الحبق, al-habaqa), formada de la partícula ال (al = el o la) y la palabra حبق (habaqa), nombre que les daban los árabes a las plantas aromáticas usadas en la cocina y medicina.[cita requerida]
Por su parte, la palabra basílico viene del latín basilius, y el griego βασιλικόν φυτόν (basilikón phytón), que significa "planta real", posiblemente porque se creía que la planta se había utilizado en la producción de perfumes reales.

## Descripción
Ocimum basilicum es una hierba anual, cultivada como perenne en climas tropicales, de crecimiento bajo (entre 30 y 130 cm), con hojas opuestas de un verde lustroso, ovales u ovadas, dentadas y de textura sedosa, que miden de 3 a 11 cm de longitud por 1 a 6 cm de anchura. Emite espigas florales terminales, con flores tubulares de color blanco o violáceo las cuales, a diferencia de las del resto de la familia, tienen los cuatro estambres y el pistilo apoyados sobre el labio inferior de la corola. Tras la polinización entomófila, la corola se desprende y se desarrollan cuatro núculas redondeadas en el interior del cáliz bilabiado.[cita requerida]

## Usos y cultivo
Esta planta es muy sensible a las heladas. Se cultiva por semillas y esquejes, que se pueden sembrar en semilleros o macetas en un invernadero a principios o mediados de la primavera. Requiere una posición soleada, aunque en climas de veranos muy calurosos agradece algo de sombra y suelos fértiles, permeables y húmedos.

### Uso culinario
La mayoría de las diferentes variedades de albahaca cultivadas en muchas regiones de Asia tienen un sabor parecido al clavo de olor (Syzygium aromaticum) o al anís, que es generalmente más fuerte que el de las variedades europeas.
También es frecuentemente usada en la cocina mediterránea; se puede consumir fresca o seca para aderezar tanto ensaladas, sopas de verduras, salsas para acompañar platos de pasta ―la famosa salsa italiana de pesto la lleva como ingrediente principal―, como guisos de todo tipo de carnes.

Entre las elaboraciones culinarias más características en las que interviene la albahaca como ingrediente figuran parmigiana di melanzane (berenjenas a la parmesana), patatas cajún, pasta (o pizza) con tomate y albahaca, pollo a la vietnamita, humita chilena de choclo o curry thai, así como todas aquellas recetas en las que interviene la salsa pesto, originaria de Liguria, cuyo ingrediente fundamental es esta hierba aromática. En el Reino Unido la albahaca interviene en la mezcla tradicional para elaborar salchichas.

## Toxicidad
El aceite esencial de Ocimum basilicum es rico en estragol (1-alil-4-metoxibenceno), un carcinógeno y genotóxico natural, en ratones y ratas. En 2011 el NTP de EE. UU. realizó un estudio con alimentación forzada sobre ratas F344/N y ratones B6C3F1.  En las condiciones de estos estudios de tres meses, el estragol mostró actividad carcinogénica basada en la aparición de dos colangiocarcinomas y un adenoma hepatocelular en el hígado de tres de 10 ratas macho F344/N en el grupo de dosis alta. En una evaluación más antigua, de septiembre de 2001, el Comité Científico de la Unión Europea emitió una opinión que recomienda reducir la exposición y restringir el uso del estragol, sin poderse establecer un límite seguro para la exposición a esta toxina de acción lenta (no hay indicios de ninguna toxicidad aguda o subaguda). No se ha determinado directamente la carcinogenicidad ni la teratogenicidad de Ocimum basilicum en la dieta humana. Parece razonable desaconsejarla explícitamente a las mujeres en edad fértil y embarazadas.
Para otros usos medicinales, ver: Plantas medicinales.

## Taxonomía
Ocimum basilicum fue descrita por Carlos Linneo y publicado en 1753 en Species Plantarum (2: 597).
Etimología
Ocimum: nombre genérico que deriva del griego antiguo okimo usado por Teofrasto y Dioscórides para referirse a la hierba aromática.
basilicum: epíteto latíno de basilicum, con origen en el griego antiguo basilikon (python) ("planta real, majestuoso"), a partir de basileus "rey".

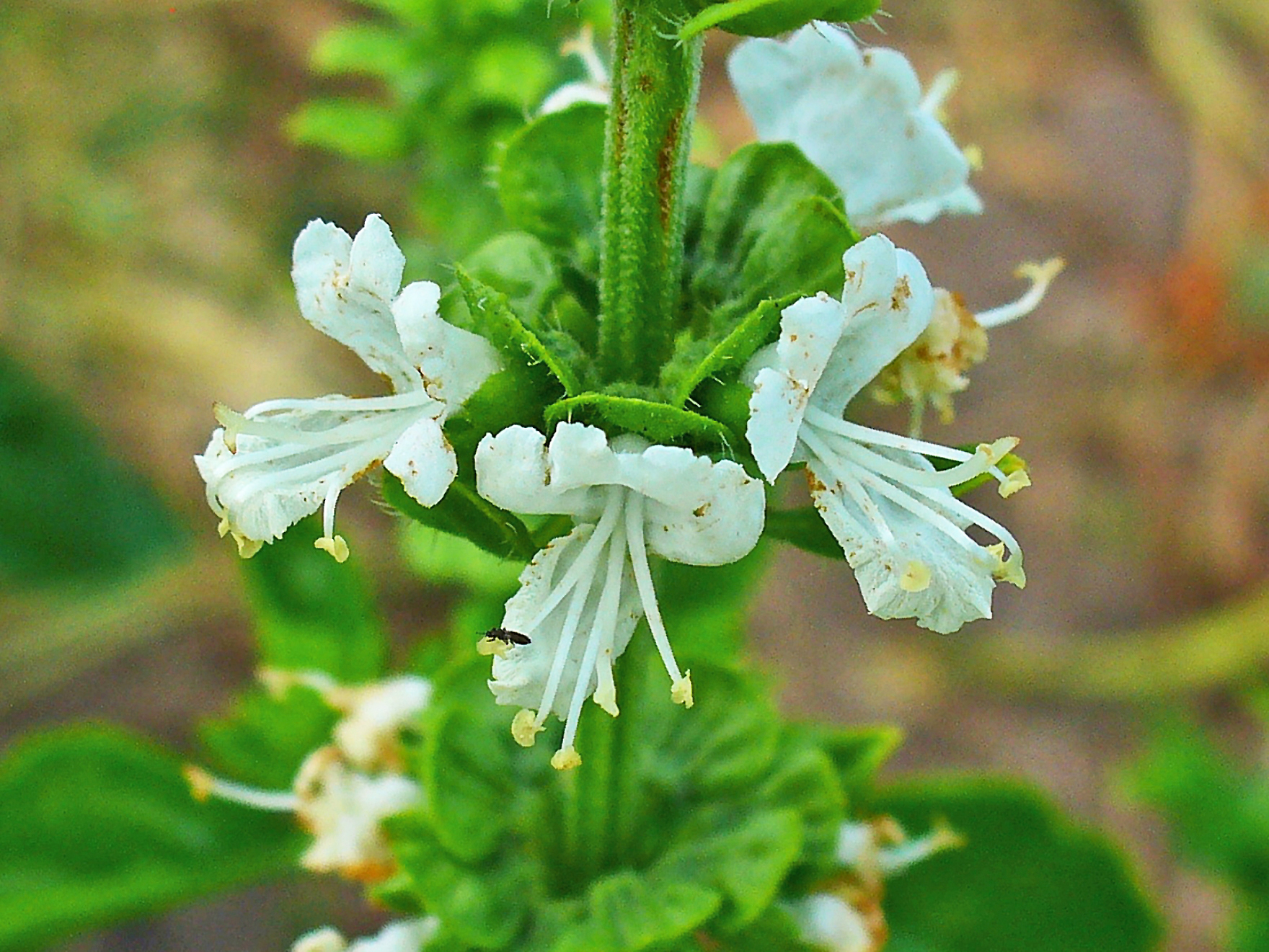
Detalle de flores.

Variedades
Ocimum basilicum var. album Benth.
Ocimum basilicum var. anisatum Benth.
Ocimum basilicum var. densiflorum Benth.
Ocimum basilicum var. difforme Benth.
Ocimum basilicum var. glabratum Benth.
Ocimum basilicum var. majus Benth.
Ocimum basilicum var. pilosum (Willd.) Benth. 	
Ocimum basilicum var. purpurascens Benth.
Ocimum basilicum var. thyrsiflorum (L.) Benth.
Sinonimia
- Ocimum majus Garsault, Fig. Pl. Méd.: t. 418a (1764), opus utique oppr.
- Ocimum minus Garsault, Fig. Pl. Méd.: t. 418b (1764), opus utique oppr.
- Ocimum album L., Mant. Pl. 1: 85 (1767).
- Ocimum thyrsiflorum L., Mant. Pl. 1: 84 (1767).
- Ocimum medium Mill., Gard. Dict. ed. 8: 3 (1768).
- Ocimum bullatum Lam., Encycl. 1: 384 (1785).
- Ocimum hispidum Lam., Encycl. 1: 384 (1785).
- Ocimum dentatum Moench, Methodus: 413 (1794).
- Ocimum odorum Salisb., Prodr. Stirp. Chap. Allerton: 87 (1796).
- Ocimum integerrimum Willd., Sp. Pl. 3: 162 (1800).
- Ocimum cochleatum Desf., Tabl. École Bot.: 220 (1804).
- Ocimum ciliatum Hornem., Hort. Bot. Hafn.: 565 (1815).
- Ocimum barrelieri Roth, Nov. Pl. Sp.: 278 (1821).
- Plectranthus barrelieri (Roth) Spreng., Syst. Veg. 2: 691 (1825).
- Ocimum lanceolatum Schumach. & Thonn. in C.F.Schumacher, Beskr. Guin. Pl.: 268 (1827).
- Ocimum anisatum Benth., Labiat. Gen. Spec.: 4 (1832).
- Ocimum caryophyllatum Roxb., Fl. Ind. ed. 1832, 3: 16 (1832).
- Ocimum laxum Vahl ex Benth., Labiat. Gen. Spec.: 5 (1832).
- Ocimum nigrum Thouars ex Benth., Labiat. Gen. Spec.: 5 (1832).
- Ocimum urticifolium Benth., Labiat. Gen. Spec.: 5 (1832), nom. inval.
- Ocimum citrodorum Blanco, Fl. Filip., ed. 2: 591 (1845).
- Ocimum ciliare B.Heyne ex Hook.f., Fl. Brit. India 4: 608 (1885).
- Ocimum scabrum Wight ex Hook.f., Fl. Brit. India 4: 608 (1885).
- Ocimum simile N.E.Br. in W.H.Harvey & auct. suc. (eds.), Fl. Cap. 5(1): 234 (1910).
- Ocimum chevalieri Briq., Bull. Soc. Bot. France 61(8): 279 (1914 publ. 1917).[9]

## En la cultura popular
La planta ha sido frecuentemente considerada como venenosa, en tanto algunas leyendas africanas afirman que protege de los escorpiones. Mientras que ciertas tradiciones europeas aseveran que es un símbolo de Satanás, en lugares como la India es sumamente reverenciada. Por otra parte, en la antigua Grecia representaba el odio, la desgracia y la pobreza, pero en la actualidad en Italia es un símbolo de amor.

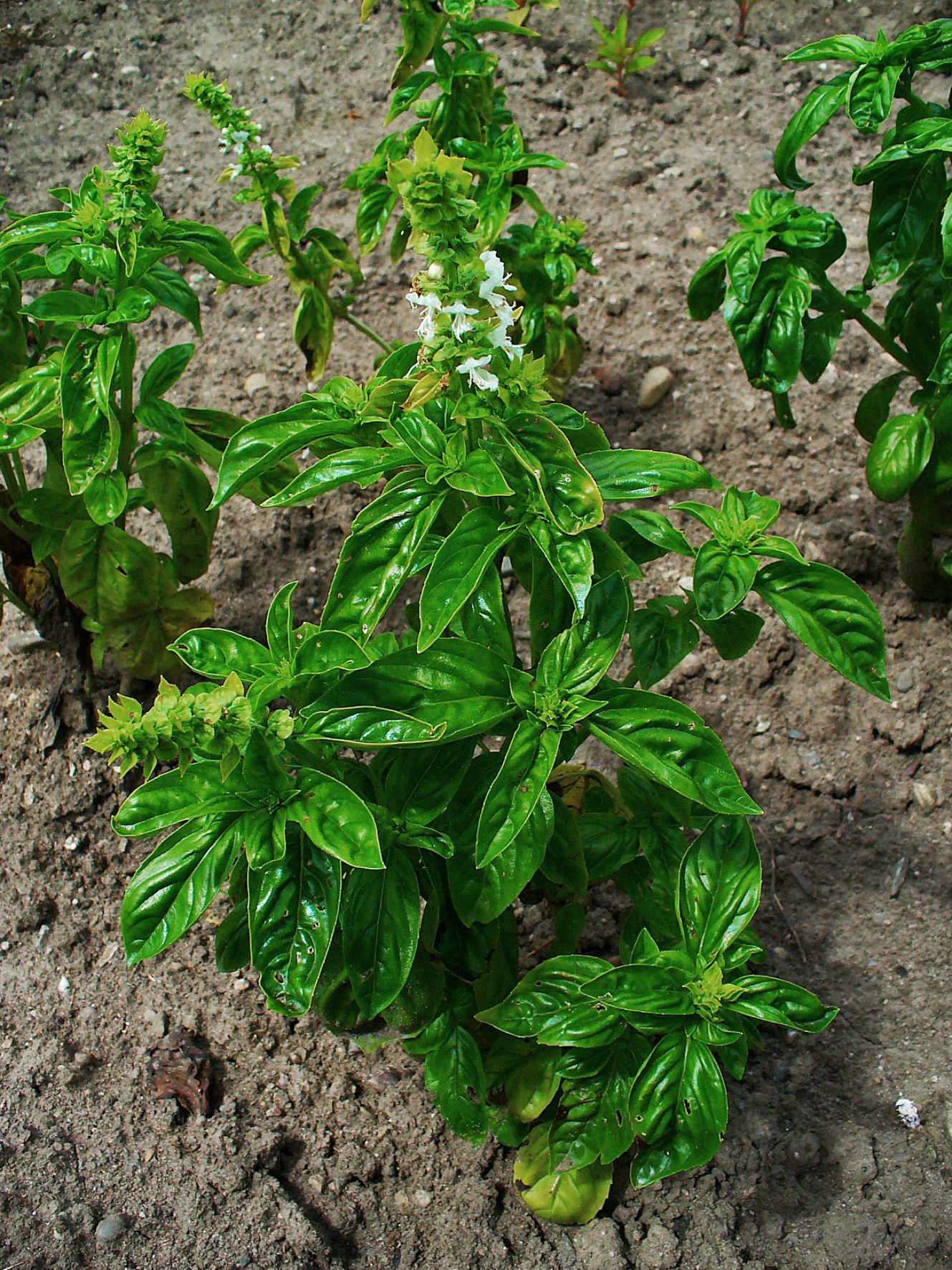
Vista de la planta

Actualmente es considerada por la Iglesia ortodoxa griega una planta santa ya que, según la tradición, el olor de la albahaca guio a Santa Helena hasta encontrar la Santa Cruz.
En la localidad ciudadrealeña de Bolaños de Calatrava (España), la albahaca es símbolo de sus fiestas patronales, que reciben también el nombre de Fiestas de la Albahaca. La gente cultiva esta planta durante todo el verano para, llegado el mes de septiembre, llevarla como ofrenda al Cristo de la Columna, patrón de Bolaños. Durante el mes de septiembre se puede notar el olor de esta aromática planta que engalana las calles, patios y casas de Bolaños. Además, el día del patrón, el 14 de septiembre, durante la procesión del Stmo. Cristo de la Columna, la gente arroja albahaca picada como ofrenda al paso del Cristo. Todo esto hace que al Cristo se le conozca también con el sobrenombre de Cristo de la Albahaca.
En la localidad valenciana de Bétera se cultivan ejemplares de más de dos metros de altura y de entre 2,5 y 4 metros de anchura para la ofrenda dedicada a la Virgen de la Asunción, en la tradicional fiesta de Les Alfàbegues. La técnica empleada para conseguir dicha magnitud se mantiene en secreto.
En España, en la región de Murcia y en la provincia de Alicante se denomina habitualmente «alhábega» a la albahaca y se utiliza contra los mosquitos.
En algunas culturas caribeñas se la considera con poderes naturales que ahuyentan las malas influencias espirituales (espíritus oscuros) y atraen las corrientes positivas de los espíritus de luz. En Cuba es muy usada en sesiones espiritistas y es costumbre pasar un ramo fresco por la cabeza y el cuerpo del médium. Entre espiritistas y médiums, la albahaca es la hierba más recomendada para los creyentes.
En este aspecto, en ciertas regiones del centro de México, la albahaca es utilizada para atraer la fortuna, colocando una maceta con la hierba en la puerta o en alguna ventana de una tienda o negocio; el desarrollo de la planta es signo de la bonanza del negocio, pues demuestra lo cuidadoso que es el dueño tanto del negocio, como de la planta.

## Nombres comunes
- En México: albacar, albacar corriente, albacar hembra, albacar macho, albahaca, albahaca blanca, albahaca corriente, albahaca de Castilla, albahaca de la tierra, albahaca morada, albahaca arribeño, orégano.[14]
- En Filipinas: locoloco, solasi.[15]
- En Costa Rica: albahaca.

## Especies similares
Algunas especies similares del mismo género pueden denominarse comúnmente "albahaca", aunque no son en absoluto variedades de Ocimum basilicum. Estas especies son:
- Albahaca alcanfor, albahaca africana (Ocimum kilimandscharicum)
- Clavo de albahaca, también albahaca africana (Ocimum gratissimum)[16][17]
- Albahaca santa (Ocimum tenuiflorum, anteriormente conocida como O. sanctum)[18]